# Adventures of Superman (revista em quadrinhos)
Adventures of Superman é uma revista em quadrinhos que foi publicada pela editora americana DC Comics em duas versões distintas. A primeira versão começou a ser publicada em 1986, e surgiu como parte da reformulação promovida na linha editorial do personagem a partir daquele ano, mantendo a numeração anteriormente utilizada pela revista Superman entre 1939 e 1986. A revista, excepcionalmente, começou a ser publicada a partir da edição 424, e seguiu sendo publicada até 2006, quando foi descontinuada após mais de 200 edições terem sido publicadas. Durante esse período, destacou-se o trabalho desenvolvido por autores como Marv Wolfman, Jerry Ordway, Dan Jurgens, Karl Kesel, Tom Grummett, Stuart Immonem e Joe Casey. O último roteirista a trabalhar na revista foi Greg Rucka, responsável por uma aclamada história conhecida como "A Saga do Ruína", ilustrada por profissionais como Matthew Clark, Renato Guedes e Karl Kerschl.
Em 2013, a revistou voltou a ser produzida, mas num formato significativamente diferente daquele que fora adotado na primeira versão: a nova Adventures of Superman foi uma revista em quadrinhos disponibilizada em capítulos oferecidos semanalmente através de plataformas digitais e somente posteriormente oferecidos ao público em versões impressas.

## Antecedentes e contexto
Desde o final da década de 1930, as revistas Action Comics e Superman eram publicadas de forma regular, mensalmente e ao lado da outras revistas clássicas da DC Comics, como Adventure Comics, Detective Comics e Batman. Com exceção de Adventure — cancelada em 1983 na sua 503ª edição — as outras séries seguiriam com suas rotinas de publicação inalteradas com o fim do evento Crise nas Infinitas Terras em 1986, mas, naquele ano, Action e Superman passariam pela primeira alteração na sua periodicidade: durante três meses deixariam de ter edições publicadas pela primeira vez em suas histórias, por sua relação com Superman. Entre junho e agosto daquele ano o único título protagonizado pelo personagem seria uma minissérie intitulada The Man of Steel, escrita e desenhada por John Byrne.
Mantendo uma média de 200 mil exemplares por mês toda a linha de revistas foi reformulada a partir de setembro de 1986. Uma nova revista intitulada Superman foi lançada, com roteiros e desenhos de Byrne, que também assumiu os roteiros e os desenhos da revista Action Comics a partir da edição 584, enquanto a revista Superman original, mantendo sua numeração, teve seu título alterado para Adventures of Superman e passou a ser escrita por Marv Wolfman.
Cada uma das revistas possuía uma temática própria, e mantinham histórias ligeiramente independentes. A nova revista Superman, escrita e desenhada por Byrne, era também a mais importante das três — na publicação, eram narradas as histórias que apresentavam aos leitores as versões modernizadas dos personagens pertencentes à antiga mitologia do personagem. Embora consideradas "primárias" e "cheias de furos nos roteiros" pelo historiador Julian Darius, as primeiras tramas de Byrne com o personagem almejavam algo até então raro no mercado das histórias em quadrinhos, com a inclusão de elementos "maduros" para o gênero, "explorando a intercessão entre super-heróis e política" e apresentando "alusões veladas a sexo e sexualidade".
Inicialmente a revista Superman não sofreria as alterações que acabaram ocorrendo. A ideia de publicar uma terceira revista com o personagem surgiria com o avanço do planejamento das histórias — a intenção original de Byrne e Wolfman era que cada um assumisse uma das duas revistas preexistentes do personagem, Superman e Action Comics.
O projeto editorial eventualmente adotado por Action Comics, no início do planejamento, pertenceria a uma terceira revista, e Alan Moore chegou a ser cogitado para o cargo de roteirista dessa nova publicação. Foi nesse contexto que o desenhista Jerry Ordway foi contratado, como o desenhista que acompanharia Moore, mas este acabaria recusando-se a participar do projeto, e as características de cada uma das revistas foi estabelecida: Byrne ficou responsável pela nova revista Superman e por Action Comics, enquanto Wolfman ficou com a rebatizada Adventures of Superman.
Adicionalmente, enquanto Action Comics passou a ser dedicada a histórias do gênero team-up, geralmente apresentando Superman se encontrando com alguns dos elementos "mágicos" que abundavam o Universo DC — não por acaso, a magia é uma das maiores vulnerabilidades do personagem — a relançada Adventures of Superman apresentava histórias em que "Wolfman retomou um pouco da preocupação social das primeiras histórias do Super-Homem, abordando questões urbanas como tráfico de drogas, guerra de gangues e ataques terroristas provocados por ditadores".

## História (1986-2006, 2013-2014)

### 1986-1988: Marv Wolfman, Jerry Ordway e John Byrne
Durante o período em que trabalhou na revista, Wolfman entrou numa série de conflitos com Byrne que o levariam a deixar o cargo de roteirista de Adventures of Superman ainda em 1987. Em uma entrevista publicado no livro de 2006 The Krypton Companion, Wolfman afirma que suas histórias eram, em muitos aspectos, uma continuidade do trabalho que ele vinha fazendo com o personagem desde antes da reformulação. Ele já havia assumido os roteiros de Action Comics ainda no início da década de 1980, e, por mais que o universo do personagem tenha mudado radicalmente em 1986, manteve a mesma abordagem. Quanto ao assunto, declarou: "Eu sei que continuarei sendo conhecido como o escritor que reformulou Luthor e Brainiac, mas eu também gostaria de ser lembrado como alguém que tentou incluir nas histórias um senso de ação, de caráter, que mostrasse que ele era mais uma pessoa com problemas e preocupações que nada tinha tinham a ver com seus super-poderes. Eu gosto de pensar que as histórias que fiz com Gil [Kane], Curt [Swan] e mais tarde Jerry [Ordway] mostraram um personagem que ainda era moderno e divertido e eram baseadas em algo mais do que simplesmente Superman enfrentando robôs gigantes".
Embora tivessem como ponto de partida as primeiras histórias de Superman, buscando retratar o herói da mesma forma que Siegel e Shuster o haviam concebido, Byrne e Wolfman não compartilhavam da mesma visão na hora de aplicar esse conceito. Enquanto Wolfman queria fazer com que Superman voltasse a enfrentar os inimigos que ele enfrentava nessas primeiras histórias — membros de gangues, políticos corruptos, assaltantes e outros "criminosos terrenos" — Byrne queria que ele escrevesse em Adventures of Superman histórias que mostrassem Superman tendo aventuras no espaço sideral. Wolfman se recusou.
No livro Modern Masters: Jerry Ordway, o desenhista responsável pela arte de Adventures of Superman, expôs sua visão sobre os conflitos entre Wolfman e Byrne: "Logo nos primeiros meses vi que havia problemas. Era tudo uma situação infeliz, porque claramente havia... Enfim, eu não era parte do atrito entre Marv Wolfman e John Byrne, mas claramente os dois tinham alguns problemas. Eu não sei se Marv não gostava da ideia de ser, de certa forma, um "subordinado", porque num determinado ponto era Byrne quem efetivamente controlava a mitologia, ou se era outra coisa, mas os roteiros estavam ficando prontos com muito atraso". Os atrasos nos roteiros representavam também um atraso nos desenhos e, consequentemente, na arte-final. Mike Machlan e Al Vey foram alguns dos profissionais que tiveram que auxiliar na arte-final para que a revista não atrasasse e durante a produção da terceira edição Ordway já estava tendo que, não apenas ajudar na elaboração não apenas dos roteiros, mas também que fazer a arte-final dos próprios desenhos, na busca por manter o rigoroso cronograma que deveria ser mantido. Não havia espaço para fill-ins ou atrasos, segundo a editora.
Em sua primeira edição, Wolfman introduziu dois novos personagem: Cat Grant e Emil Hamilton. Grant era uma bela jornalista que havia acabado de ser contratada pelo Planeta Diário, e ela e Clark se sentem atraídos um pelo outro desde o momento em que se conhecem. Wolfman a incluiu nas histórias para "tornar Clark mais real, mais cool", alguém por quem uma colega de trabalho pudesse se sentir atraída fisicamente. Hamilton, por sua vez, era um cientista e ex-funcionário de Luthor cujo sobrenome era uma homenagem ao notório escritor Edmond Hamilton, responsável por inúmeras histórias de Superman durante a "Era de Prata". Segundo Ordway, Hamilton inicialmente não figuraria nas revistas por muito tempo, pois Wolfman planejara usá-lo apenas até a conclusão daquele primeiro arco de história, onde o cientista termina "completamente ferrado por Lex Luthor e na cadeia". No ano seguinte o desenhista resolveria retomar o personagem, utilizando-o como "alguém que cumpre sua pena e passa a servir a um bom propósito graças a [influência de] Superman".

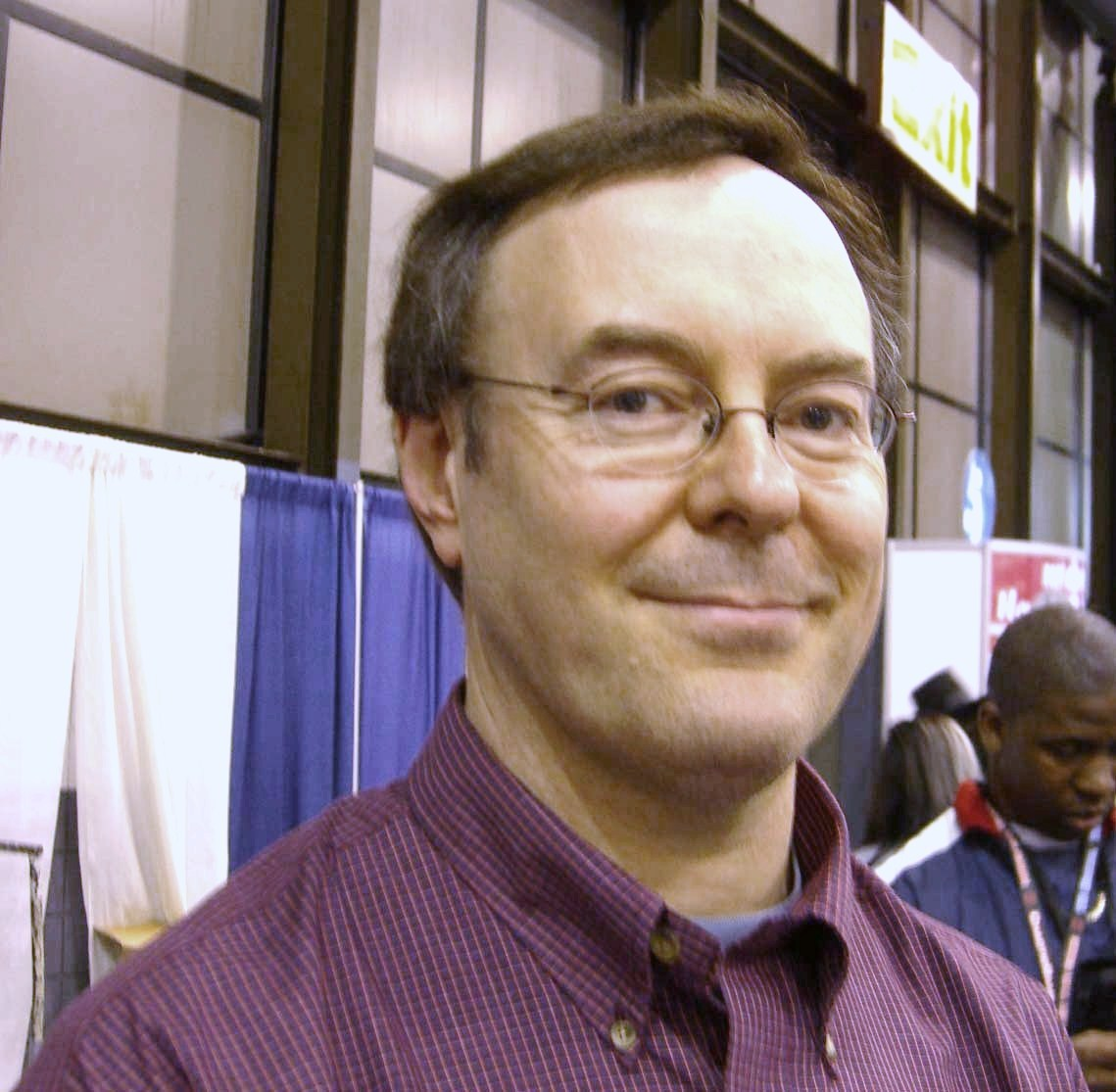
Jerry Ordway seria inicialmente apenas o desenhista de Adventures of Superman, mas acabou se tornando também o roteirista da publicação.

Dentre as contribuições de Ordway para a revista, destaca-se a criação do personagem Bibbo Bibbowski. Durante a produção de Adventures of Superman #428, Ordway viu no roteiro de Wolfman uma oportunidade de homenagear sua infância, ainda que sutilmente. O roteiro pedia por um personagem "durão" (a tough guy, no original), que não teria muito destaque na trama, mas que Ordway queria caracterizar de forma significativa. O desenhista havia crescido numa vizinhança marcada pela presença de uma tradicional taverna, e um dos frequentadores daquele estabelecimento seria a inspiração para Bibbo: "um dos 'personagens' daquela taverna, quando eu era criança, era um homem chamado Joe Kominski. Joe era um marinheiro mercante, um típico trabalhador das docas — tudo aquilo que Bibbo viria se tornar. Ele era um cara durão, mas um doce de pessoa. Ele era aquele cara que encarava 15 policiais sozinho durante um protesto, mas era também o cara que levava a mim e ao meu irmão, quando nós dois éramos crianças, até a casa do nosso avô. Ele era o nosso guardião, e era um cara sensacional. Então, quando eu pensei naquele cara durão [que Wolfman usaria na história] e pensei 'Sabe, esse cara vai ser o Jojo'". Ordway desenharia o personagem com o mesmo chapéu e casaco característicos de Kominski, mas o nome "Jojo" encontraria certa oposição por parte de Carlin, que sugeriria "Bibbo" em substituição.
Naquele ano, Ordway também teria sido o responsável pelo argumento do arco de história que introduziu o personagem Gangbuster. Ainda no segundo semestre de 1986, durante a publicação das primeiras edições de Adventures of Superman, Ordway colaborou com o roteiro de Adventures of Superman #426, sendo inclusive creditado como "co-roteirista" naquela edição. Os arte-finalistas Mike Machlan e Al Vey o haviam ajudado na elaboração do roteiro. Machlan e Ordway posteriormente discutiriam sobre como inserir o personagem Guardião novamente no elenco de apoio de Superman, mas como este não estava disponível, resolveram criar um novo personagem.

### 1988-1993: Jerry Ordway, Dan Jurgens e Karl Kesel
Com Adventures of Superman e Superman sob seu comando, Byrne começou a aumentar as ligações entre as tramas ali publicadas — não raro a conclusão de uma história iniciada numa das revistas se dava na outra. Com Ordway auxiliando nos roteiros da primeira, além de ser o responsável pela arte, Byrne continuaria a trabalhar com o personagem até a conclusão, em maio, da "Saga da Supergirl", um arco de história que apresentou novas versões da Supergirl e do vilão General Zod. Aquele ano seria particularmente significativo: em 1988 comemorou-se os 50 anos do surgimento de Superman e Byrne fora convidado para ser o responsável pela arte da capa de uma edição da revista americana TIME, na qual foi publicada uma extensa matéria sobre a história do personagem.
Apesar de sua arte ter figurado na capa, o trabalho de Byrne não foi retratado de forma exatamente positiva pela TIME. Definido como uma "alteração radical", o projeto foi ainda apontado como um exemplo de um "paradoxo" que atingia o personagem: "Embora [Superman] seja um herói nostálgico, as constantes mudanças no personagem acabam destruindo as qualidades que o transformaram originalmente num objeto de nostalgia". A matéria, publicada por uma revista que pertencia ao mesmo grupo que controlava a DC Comics, seria o estopim para que Byrne, já insatisfeito a suposta "falta de apoio" da editora às modificações que havia imposto ao personagem, decidisse abandonar as revistas.
No livro Modern Masters: Jerry Ordway, publicado em 2007, Ordway narra ao jornalista Eric Nolen-Weathington que num determinado dia Byrne simplesmente chegou à editora e entregou o roteiro para a 22ª edição — já prevista para ser a conclusão da "Saga da Supergirl" — avisando: "Estou fora. Esta é a minha última edição". Originalmente, a saga seria publicada em Superman #21-22 e Adventures of Superman #443 — mas não havia um roteiro para a próxima edição de Adventures of Superman, e com a saída de Byrne, também não havia, imediatamente, quem o escrevesse.
Mais de um ano de histórias posteriores — em particular quanto ao que fazer para desenvolver a nova Supergirl — já haviam sido discutidas, mas não roteirizadas, então o editor Mike Carlin se viu com a responsabilidade de seguir adiante com um projeto ainda em andamento — "uma obra que havia perdido o arquiteto antes de ser completamente construída", definiria Ordway. O escritor Roger Stern, que já era o responsável pela "tira" de Superman publicada à época em Action Comics Weekly, foi contratado para roteirizar Superman, e Ordway acabou sendo "promovido" ao cargo de roteirista de Adventures of Superman. Um roteiro da autoria de Ordway, produzido como um teste para uma edição especial que só seria publicada meses depois acabou sendo remanejado para a 443ª edição de Adventures of Superman, e no mês seguinte enfim seria publicada Superman #21, com o início da "Saga da Supergirl", bem como Adventures of Superman #444, também roteirizada por Byrne, mas desenhada por Ordway. Em 3 de maio de 1988, quando a conclusão da história foi publicada, Stern e Ordway já estavam adaptados ao cronograma.
A conclusão da "Saga da Supergirl", em Superman #22, acabaria por se tornar um dos momentos mais controversos não apenas daquele período, mas de toda a história do personagem. Após fracassar em impedir que Zod e seus comparsas destruam a Terra do universo compacto, Superman usa uma pedra de kryptonita amarela — minério cuja radiação remove os poderes dos kryptonianos — armazenada no laboratório do Lex Luthor daquele universo para incapacitá-los. Quando os vilões ameaçam encontrar uma forma de contra-atacar, Superman decide executá-los, usando outra pedra de kryptonita — verde, cuja radiação é letal para os kryptonianos — como forma de punição pelos bilhões de assassinatos que eles haviam cometido.
Imediatamente após sua saída, o editor Mike Carlin, o escritor Roger Stern — contratado como o novo escritor de Superman — e Jerry Ordway —  agora acumulando as funções de roteirista e desenhista de Adventures of Superman — tiveram que lidar com a responsabilidade de não apenas dar continuidade à revitalização da mitologia de Superman, mas também que lidar com os elementos do enredo que não haviam sido resolvidos por Byrne.
O primeiro dos problemas era lidar com as consequências que o final da "Saga da Supergirl" teria. Embora Ordway discordasse da conclusão escrita por Byrne — Superman executou os três super-vilões kryptonianos mesmo após ter conseguido extirpá-los definitivamente de seus super-poderes — por acreditar que aquele não era um comportamento condizente com as características do personagem, as implicações psicológicas daquela decisão seriam abordadas na série de histórias publicadas entre novembro de 1988 e junho de 1989. Superman, se sentindo culpado, acabou desenvolvendo uma série de conflitos internos que o levaram à apresentar por certo período uma segunda personalidade e, posteriormente, a um exílio auto-imposto, durante o qual o personagem vagou pelo espaço tentando redescobrir se ainda poderia agir como um herói.
Stern e Ordway continuariam a trabalhar nas revistas do personagem nos anos seguintes, em tramas sempre bem vistas pela crítica, e a partir de 1991 se juntaria à equipe o escritor e desenhista Dan Jurgens, que assumiria a revista Superman. No final daquele ano Ordway passou a ser apenas o roteirista de Adventures of Superman, para se dedicar a um projeto que lhe consumiria anos para enfim se concretizar: a revista The Power of Shazam!, protagonizada pelo Capitão Marvel. De todas as histórias produzidas pela equipe nos anos seguintes, se destacou A Morte e o Retorno de Superman, um extenso arco de história publicado entre 1992 e 1993, e uma das mais conhecidas histórias em quadrinhos de todos os tempos, pelo imenso destaque que teve na mídia. Após a ressurreição do personagem, Ordway deixou de trabalhar regularmente com as histórias de Superman para se dedicar à The Power of Shazam!, enquanto Jurgens continuaria até 1999. Dentre as histórias publicadas na década de 1990 destacam-se ainda: a revelação à Lois Lane que Clark Kent e Superman eram a mesma pessoa; o casamento de Lois e Clark numa edição especial intitulada Superman: The Wedding Álbum, lançada em 1994; os eventos Zero Hora e Noite Final; e a mais radical alteração já sofrida pelo personagem: a mudança de seu uniforme e poderes durante a saga do "Superman elétrico".

## Histórias publicadas
226 edições foram publicadas entre 1986 e 2006, quando a revista foi descontinuada. Destas, destaca-se o trabalho desenvolvido por Marv Wolfman e Jerry Ordway durante as primeiras edições.
Na década de 1990 a revista ainda esteve envolvida em importantes crossovers com as demais publicações do personagem, em histórias como Dark Knight Over Metropolis e The Krisis of the Krimson Kryptonite (1990), Time and Time Again (1991) e Panic in the Sky! (1992). Entre 1992 e 1993 seriam publicadas a sequência de histórias Death of Superman, Funeral for a Friend e Reign of the Supermen, que mostraram a morte e a ressurreição do personagem.
Do trabalho desenvolvido por Joe Casey, destaca-se a trama The Hollow Men, publicada entre as edições 612 e 616 da revista.